# Norbaeocystin
Norbaeocystin ist ein Indolalkaloid, das zu den psychedelischen Tryptaminen zählt.

## Vorkommen

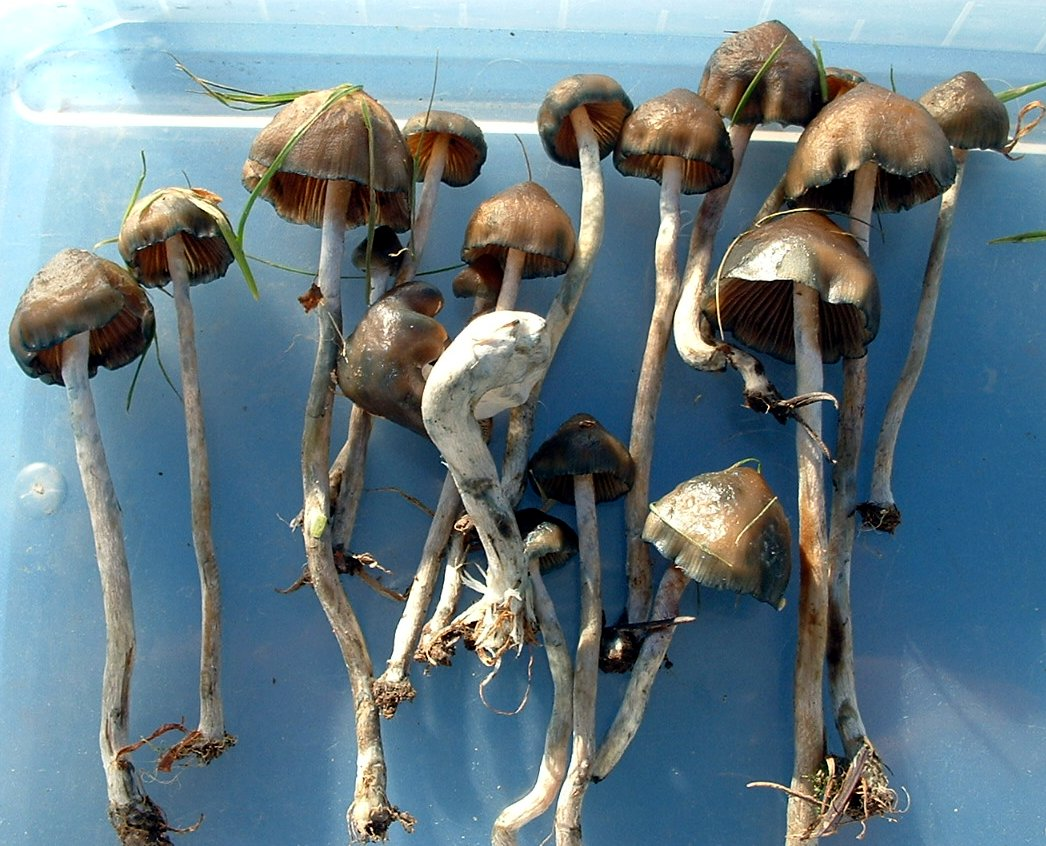
Pilz Psilocybe baeocystis

Es wurde 1968 erstmals von Leung und Paul aus einem Pilz isoliert. Es ist in halluzinogenen Pilzen wie Psilocybe baeocystis enthalten und chemisch mit den anderen Wirkstoffen Psilocybin, Psilocin und Baeocystin verwandt.